# Francisca Reyes-Aquino
Francisca Reyes-Aquino (9 tháng 3 năm 1899 - 21 tháng 11 năm 1983) là một vũ công dân gian người Philippines và được ghi công vì các nghiên cứu về điệu nhảy dân gian Philippines. Bà là người nhận Giải thưởng Cộng hòa và Giải thưởng Ramon Magsaysay và là một Nghệ sĩ Quốc gia được chỉ định của Philippines cho Khiêu vũ.

## Đầu đời
Francisca sinh ngày 9 tháng 3 năm 1899.

## Qua đời
Francisca qua đời năm 1983 tại Manila, Philippines.

## Di sản & vinh danh
Francisca đã được vinh dự được Google Doodle vinh danh với thiết kế theo điệu nhảy truyền thống nổi tiếng của Philippines vào ngày 9 tháng 3 năm 2019, để kỷ niệm sinh nhật lần thứ 120 của bà và cho những đóng góp rất xuất sắc của bà trong lĩnh vực vũ đạo dân gian Philippines.

## Công trình
Trong số các tác phẩm được chú ý nhất của Reyes-Aquino là nghiên cứu của bà về các điệu nhảy và bài hát dân gian với tư cách là trợ lý sinh viên tại Đại học Philippines (UP). Theo đuổi nghiên cứu này sau đại học, bà bắt đầu công việc của mình vào năm 1921 khi đi du lịch đến các barrio xa xôi ở Trung và Bắc Luzon.
Bà đã xuất bản một luận án vào năm 1926 với tựa đề Các điệu nhảy và trò chơi dân gian Philippines, tại đó bà ghi chép về các hình thức lễ hội, nghi lễ và thể thao địa phương trước đây Luận án của bà đã được thực hiện với các giáo viên và người hướng dẫn sân chơi từ cả các tổ chức công cộng và tư nhân. Nghiên cứu này đã được mở rộng với sự hỗ trợ chính thức của Chủ tịch UP, ông Jorge Bocobo vào năm 1927. Sau đó, bà làm việc tại trường đại học như một phần của khoa trong 18 năm.
Bà từng là giám sát viên của giáo dục thể chất tại Cục Giáo dục trong những năm 1940. Cơ quan giáo dục đã phân phối công việc của bà và điều chỉnh việc dạy múa dân gian trong nỗ lực thúc đẩy nhận thức của giới trẻ Philippines về di sản văn hóa. Sau đó, Tổng thống Ramon Magsaysay đã trao cho bà Giải thưởng Cộng hòa vào năm 1954 vì những đóng góp nổi bật của bà đối với sự tiến bộ của văn hóa Philippines 